# Umberto Urbani
Umberto Urbani (Kopar, 24. svibnja 1888. – Trst, 16. lipnja 1967.), bio je talijanski svećenik, slavist i prevoditelj. 
Više od četvrt stoljeća (1931. – 1958.) predavao je hrvatski jezik na Trgovačkoj višoj školi Revoltella koja je prerasla u Ekonomski i trgovački fakultet u Trstu. Urbani se prvo prezivao Urbanez. Studij teologije ja završio u Dubrovniku i bio zaređen za svećenika 1911. kao član franjevačkog reda. Svećenički poziv je napustio 1913, a 1922. postao je član fašističke stranke. Nakon 1945. javno je i prijateljski nastupao prema južnoslavenskim narodima. Dugo je živio u Trstu, mnogo je pisao i prevodio. Njegov talijanski zbornik Jugoslavenski pisci u dva dijela (Trst 1927. i Zadar 1936) donosi prijevode i članke o piscima. 
Za hrvatsku kulturu je bitan kao autor priručnika za učenje hrvatskog Parliamo croato iz 1945. godine i gramatike hrvatskog jezika Grammatica della lingua croata, nazivajući hrvatski jezik njegovim pravim imenom, hrvatskim, bez ikakvih ideoloških nadodavanja koja su postojala u Kraljevini te u socijalističkoj Jugoslaviji.

## Djela o njemu
- Zoltan Jan: Slovenska književnost v italijanskih antologijah jugoslovanskih književnosti po letu 1945., 1999. (COBISS.SI)
- Zoltan Jan: Recepcija slovenske književnosti pri Italijanih: oblikovanje repertoarja in odmevi v javnosti 1945–1995, 1995., doktorska teza. (COBISS.SI)